# Důl Rako
Důl Rako v Lubné u Rakovníka, někdy též uváděný jako důl RAKO-LUPKY, je likvidovaný hlubinný důl nacházející se v prostoru mezi Rakovníkem a Lubnou v kladensko-rakovnické uhelné pánvi. Zaražen byl v roce 1919 za účelem dobývání černého uhlí a lupku k výrobě žáruvzdorných materiálů. Těžba na dole Rako, která se postupně zaměřila výlučně na lupek, byla ukončena na sklonku roku 2020. Jednalo o poslední činný hlubinný důl na území Čech.

## Historie a popis dolu

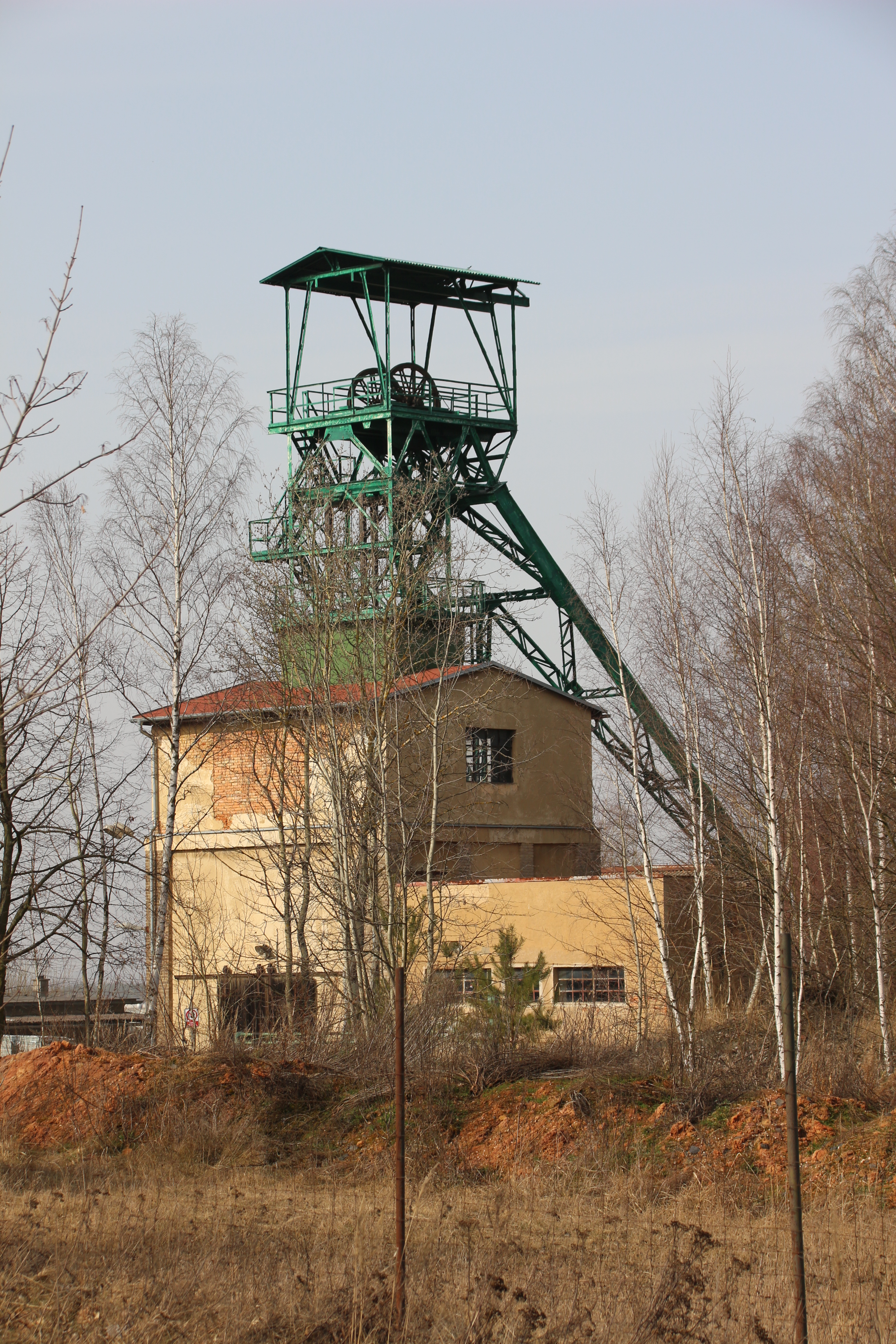
Výdušná jáma 1. máj

Důl Rako byl otevřen v roce 1919. Vybudovala jej společnost Rakovnické a Poštorenské keramické závody, a.s. Praha, po znárodnění byl provozován v rámci Českých lupkových a uhelných závodů, n. p. a nakonec společností RAKO-LUPKY, spol.s r.o.
Jáma Rako o hloubce 91 m slouží jako jáma těžní a vtažná, jáma 1. máj, vyhloubená v roce 1952 do hloubky 92 m, jako výdušná.  Od roku 1963 byla hloubena jáma nového dolu Rako II, který však nikdy nebyl dokončen a v jeho plánovaném areálu byl nakonec zřízen keramický závod RAKO III, jemuž vyhloubená jáma slouží jako studna.
V závěru své existence byl důl Rako považován za unikátní autentický provoz v mnoha ohledech neměnný od 1. poloviny 20. století. Na dole byly natáčeny i části filmu Dukla 61. Bylo zvažováno muzejní zachování dolu, nakonec však bylo po ukončení těžby na sklonku roku 2020 přistoupeno k jeho likvidaci. Dne 19. února 2021 byl důl uzavřen a jeho podzemí bylo zaplaveno.